# Mariano d'Acerenza
Mariano (Acerenza o Ripacandida, III secolo – Grumentum, 303) è stato un religioso italiano.

## Agiografia
Nacque ad Acerenza o a Ripacandida nel III secolo. Fu diacono della chiesa Acheruntina al tempo di papa Marcello I e molto amico di san Laviero, dal quale apprese il coraggio della predicazione del Vangelo. 
Nel 303 subì il martirio a Grumentum ad opera dell'imperatore Diocleziano.

## Culto
Nella cattedrale di Acerenza è dedicata una cappella a San Mariano martire acheruntino e patrono minore. Nel 1782 l'arcivescovo Francesco Zunica fece conservate le reliquie del santo sotto l'altare, mentre nella nicchia soprastante è conservata una statua lignea del santo del 1613, fatta scolpire per ordine dall'arcivescovo Giovanni Spilla. Il 13 maggio dello stesso anno ci fu una ricognizione delle ossa del santo. Circa un mese dopo, il 7 giugno l'arcivescovo Spilla emanò un decreto con il quale dispose che: